# Akim court
Akim court  est un album jeunesse franco-belge scénarisé et dessiné par Claude K. Dubois, publié le 8 mars 2012 par L’École des loisirs.

## Synopsis
Le petit Akim est confronté à son pays en guerre, fuit son village, et est accueilli dans un camp de réfugiés.

## Genèse
L'album a été inspiré par la mère de Claude K. Dubois, qui a l'âge de 5 ans, a été séparée de ses parents par la guerre, et qui « a porté toute sa vie cette fracture », selon les mots de l'auteure. 
Dans son discours de remerciements en 2014 pour son prix Katholische Kinderbuchpreis en Allemagne pour cet album, elle déclare :

« Cette histoire,  si elle  était singulière au départ, je l’ai voulue universelle. Les  mots  sont  volontairement  simples.  J’ai  préféré  laisser l’émotion au dessin, aux attitudes des corps et aux expressions des visages qui sont les mêmes pour tous les peuples, à toutes les époques. J’ai voulu montrer l’humain dans sa vérité,  dans sa fragilité. J’ai essayé de transmettre dans ce malheur, l’amour, la compassion et c’est pour cela qu’aujourd’hui je suis particulièrement heureuse que ce livre qui était en moi, qui était la réponse  à  un  regard  désespéré,  puisse  être  une  main  tendue,  cette  fois  remplie  d’espérance. »

## Commentaires

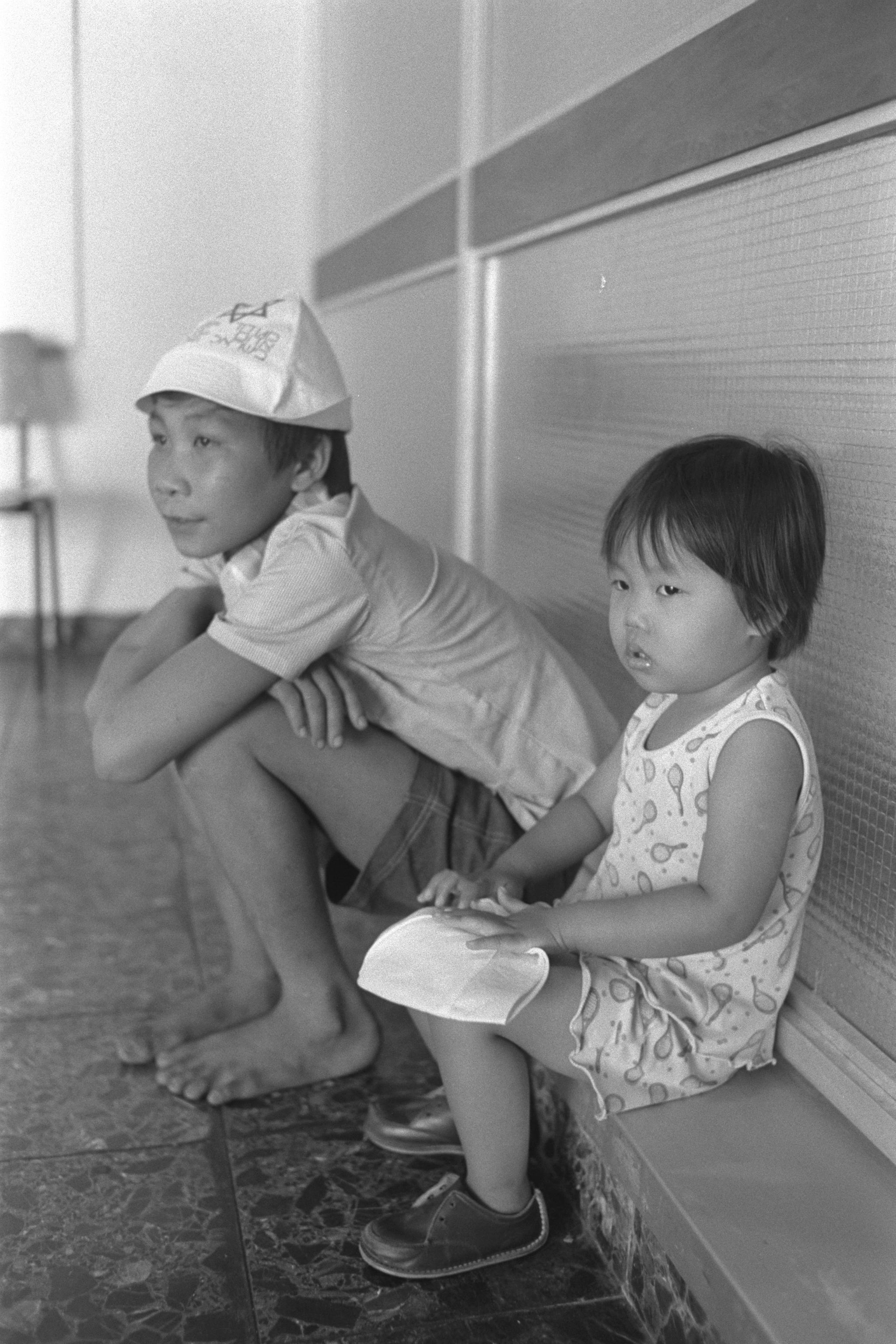
Deux enfants réfugiés vietnamiens, en 1979.

L'organisation Amnesty International soutient l'album.

L'ouvrage est soutenu par Amnesty International,,. L'éditeur L’École des loisirs mentionne sur la page de l'ouvrage : « Tous [les individus] ont droit et besoin de la protection garantie par le droit d’asile et Amnesty International se bat pour que ce droit soit effectivement respecté partout dans le monde. »
L'association Action des chrétiens pour l'abolition de la torture (ACAT) prend cet album en référence, et propose un dossier pédagogique « Fuir la guerre, chercher l'asile ». Ce dossier relève entre autres : « Pour les réfugiés quitter son pays n’est pas un choix. Le titre en dit beaucoup. Il suggère la hâte, la fuite, l’imminence d’un danger, la peur, le réflexe de survie, toujours présents dans l’itinéraire d’un demandeur d’asile. »
L'album est également référencé sur le site de l'association InfoMIE (Centre ressources des Mineurs Isolés Étrangers), qui reprend l'article de la RTBF : « ce qui est très fort dans ce livre, c’est la façon dont Claude K.Dubois a dessiné cette histoire : pas de couleurs, tout en noir et blanc, esquissé en crayonnages. Peu de mots, les expressions, le mouvement, le désarroi, la solitude, tout est là en quelques dessins. »
L'album est Coup de cœur 2012 du Centre national de la littérature pour la jeunesse (BnF), qui indique : « Cet album se présente sous la forme d'un carnet de voyage, choix qui accentue l'impression de lire un témoignage. Les dessins vont à l'essentiel et illustrent avec force et sensibilité ce que représente la violence de la guerre pour un enfant. C'est beau, juste et émouvant. »
Il est également Coup de cœur 2012 de NVL La Revue, qui elle, mentionne : « Ici, il n’y a quasiment pas de texte. Les seuls dessins de l’auteur créent une émotion sans bornes : ils décrivent la tragédie de la guerre qui s’abat sur un enfant, la peur, la fuite, l’abandon, la solitude, la douleur, le monde devenu fou, les mères qui tendent la main, un instant, une nuit, à ce petit esseulé... On lit ces images à hauteur d’enfant, c’est beaucoup plus parlant que tous les discours. »
Le journal Libération, après les attentats du 13 novembre 2015 en France, choisit l'album dans sa liste « Après les attentats, des livres pour parler aux enfants », et souligne : « Le dessin, au joli fusain noir, n’esthétise rien mais ne cache pas non plus. [...] Ce récit, difficile, triste, à lire avec un adulte est tout de même utile pour expliquer le drame des migrants. »
En 2014, dans sa version allemande  Akim rennt, traduite par Tobias Scheffel, l'ouvrage est récompensé en Allemagne par le Jugendliteraturpreis, catégorie album (Momo du meilleur album de l'année, Foire du livre de Francfort), et par le Katholische Kinderbuchpreis.

## Prix et distinctions
- Coup de cœur 2012 du Centre national de la littérature pour la jeunesse (BnF)[4]
- Coup de cœur 2012 de NVL La Revue[5]
- Deutscher Jugendliteraturpreis 2014, catégorie album[9] (Momo du meilleur album de l'année 2014[10], Foire du livre de Francfort)
- Katholische Kinderbuchpreis 2014[10]